# Ольгино (Ярославская область)
Ольгино — деревня Огарковского сельского поселения Рыбинского района Ярославской области.
Деревня расположена на правом берегу реки Волготня, в ряду деревень, следующих непрерывной чередой в нижнем течении этой реки. На том же правом берегу, выше Ольгино по течению — деревня Грибово, ниже Ольгино на том же берегу стоит деревня Барщинка. На левом берегу реки напротив Ольгино — Степаньково, а несколько ниже по течению деревня Семенково. Деревня находится далеко к востоку от деревни Волково, стоящей на автомобильной дороге Р104 на участке Рыбинск-Пошехонье, к которой по правому берегу Волготни ведёт просёлочная дорога через Барщинку и Макарово.
На плане Генерального межевания Рыбинского уезда 1792 г. на месте деревни обозначено село Кузовцево.
На 1 января 2007 года в деревне не числилось постоянных жителей. Почтовое отделение, расположенное в деревне Волково, обслуживает в деревне Ольгино 5 домов.